# Rideau de bambou

Le rideau de bambou en 1959. Le rideau est représenté en noir. Le Laos (directement à l'ouest du Nord-Viêt Nam) était encore allié avec les États-Unis (le Pathet Lao communiste n'y prit le pouvoir qu'en 1975).

Le rideau de bambou est un euphémisme utilisé pour décrire la version asiatique du rideau de fer. Durant la guerre froide, il suivait les frontières des États communistes de l'Asie de l'Est, en particulier celles de la république populaire de Chine avec les pays non communistes. Ainsi, ce terme n'inclut pas la frontière chinoise avec l'Union soviétique orientale, la Corée du Nord, ou la Mongolie.
Le terme est une premièrement fois utilisé par Zhou Enlai (et relayé par l'AFP) pour réfuter la création d'une barrière culturelle à la suite de la proclamation de la république populaire de Chine en 1949 mais son usage se répand dans l'occident pour parler du rideau de fer côté chinois.
Le terme a été moins souvent appliquée à la frontière divisant la Corée du Nord de la Corée du Sud (qui est également connue comme la DMZ ou zone démilitarisée) et à la frontière variable (au cours du temps) entre le communisme et l'Occident (on fait allusion, ici, aux forces alignées contre le communisme pendant la Guerre froide) en Asie du Sud-Est, notamment la zone démilitarisée au niveau du 17e parallèle nord séparant le Nord du Sud-Viêt Nam et la frontière séparant le Pakistan et la Birmanie de la république populaire de Chine.
Pendant la révolution culturelle en Chine, les autorités chinoises mirent leurs frontières sous surveillance, interdisant le passage, vers ou hors du pays, sans la permission explicite du gouvernement chinois. Beaucoup de ceux qui tentaient de fuir vers les pays capitalistes ont été empêchés de s'échapper de cette manière.
Le terme « rideau de bambou » a été moins souvent utilisé que l'expression « rideau de fer », en partie parce que si le second est resté relativement stable pendant plus de 40 ans, le rideau de bambou s'est décalé en permanence et a été un peu plus poreux. Il décrit également moins précisément la situation politique en Asie, en raison de l'absence de cohésion au sein du bloc communiste d'Asie de l'Est, qui a finalement abouti à la rupture sino-soviétique : les gouvernements communistes de la Mongolie, du Vietnam et du Laos sont devenus plus tard des alliés de l'Union soviétique, tandis que le régime de Pol Pot au Cambodge a été fidèle à la Chine. Peu après la guerre de Corée, la Corée du Nord n'a juré allégeance ni à l'URSS ni à la Chine (ce refus de prendre parti de la Corée du Nord se poursuit encore aujourd'hui, quoique dans la direction opposée : la Corée du Nord proclame sa solidarité avec la Russie et la Chine).
L'amélioration des relations entre la Chine et les États-Unis durant les dernières années de la guerre froide a rendu le terme plus ou moins obsolète, sauf quand il renvoyait à la péninsule coréenne et au fossé entre les alliés des États-Unis et les alliés de l'URSS en Asie du Sud-Est. Aujourd'hui, le terme est plus souvent utilisé pour désigner les frontières bien gardées de la Birmanie, tandis que le terme DMZ, lorsqu'il est utilisé dans un sens politique, désigne généralement la zone démilitarisée séparant les Corée du Nord et du Sud.
Une étude menée sur la base de données des articles Le Monde démontre que le terme "rideau de bambou", utilisé 136 fois à partir de 1949 (utilisé pour la première fois en français par Robert Guillain), n'est plus utilisé par le journal depuis 2005.